# غار قزمه
غار قزمه (به لاتین: Gazma Cave) یک محوطه باستانی در جمهوری آذربایجان است که در شهرستان کنگرلی واقع شده‌است.